# Іовенко Максим Васильович
Макси́м Васи́льович Іо́венко — український кікбоксер, майстер спорту України міжнародного класу з кікбоксингу.
Капітан міліції, старший інспектор професійної підготовки управління кадрового забезпечення Донецької області.

## Досягнення
- чемпіон світу,
- триразовий призер чемпіонату світу,
- триразовий володар Кубка світу,
- переможець Чемпіонатів України 1996-1999 років серед молоді.
- переможець Чемпіонатів Украіни 2000 - 2011 років.